# Бутылкино
Бутылкино — бывший посёлок в Кизлярском районе Дагестана. Входил в состав Новотеречного сельсовета. Точная дата упразднения не установлена.

## Географическое положение
Располагался на берегу Кизлярского залива, в 57 км к востоку от г. Кизляр и 1 км к югу от села Лопуховка.

## История
Посёлок образован как рыбный промысел в начале XX века, опустел в середине 40-х годов XX века. В 1929 году посёлок Бутылкин состоял из 4 хозяйств и входил в состав Новотеречного сельсовета Кизлярского района. Последний раз посёлок Бутылкино был обозначен на карте на Карта генштаба РККА за 1941 год.

## Население
В 1929 году в посёлке проживало 27 человек (12 мужчин и 15 женщин); 100 % населения — русские.